# Eduardo Codina Armengot
Eduardo Codina Armengot (Castelló de la Plana, 1908 - 1979) fou un polític castellonenc. Llicenciat en història a la Universitat de València, fou delegat del Frente de Juventudes fins al 1945 i treballà com a professor d'institut a Écija i Castelló de la Plana. El 1955 va fundar la revista Penyagolosa, que dirigí fins a la seva mort, dirigí el Butlletí de la Societat Castellonenca de Cultura i treballà com a conservador del Museu de Belles Arts de Castelló i arxiver de la diputació provincial. Nomenat cronista oficial de la província de Castelló, fou nomenat alcalde de Castelló i procurador en Corts franquistes de 1960 a 1967.

## Obres
- Artistas y artesanos del sigloXVIII en la villa de Castellón (1946)
- Inventario de obras del Museo Provincial de Bellas Artes (1946)
- Reseña histórica del puerto de Vinaroz
- Peñíscola (1957)
- Missatge (1964)